# Сезон ФК «Чорноморець» (Одеса) 2012—2013
Сезон ФК «Чорноморець» (Одеса) 2012–2013 — 22-й сезон одеського «Чорноморця» у чемпіонатах/кубках України, та 75-й в історії клубу.

## Матчі

### Чемпіонат України

#### Турнірна таблиця
| М  | Команда       | І  | В  | Н | П  | РМ    | О     |
| -- | ------------- | -- | -- | - | -- | ----- | ----- |
|    | «Шахтар»      | 30 | 25 | 4 | 1  | 82−18 | 79    |
|    | «Металіст»    | 30 | 20 | 6 | 4  | 59−25 | 66    |
|    | «Динамо»      | 30 | 20 | 2 | 8  | 55−23 | 62    |
| 4  | «Дніпро»      | 30 | 16 | 8 | 6  | 54−27 | 56    |
| 5  | «Металург» Д  | 30 | 14 | 7 | 9  | 45−35 | 49    |
| 6  | «Чорноморець» | 30 | 12 | 7 | 11 | 32−36 | 43    |
| 7  | «Кривбас»     | 30 | 12 | 7 | 11 | 36−41 | 43    |
| 8  | «Арсенал»     | 30 | 10 | 9 | 11 | 34−41 | 39    |
| 9  | «Іллічівець»  | 30 | 10 | 8 | 12 | 30−32 | 38    |
| 10 | «Зоря»        | 30 | 10 | 7 | 13 | 32−43 | 37    |
| 11 | «Таврія»      | 30 | 10 | 5 | 15 | 27−46 | 32[а] |
| 12 | «Ворскла»     | 30 | 8  | 7 | 15 | 31−36 | 31    |
| 13 | «Волинь»      | 30 | 7  | 8 | 15 | 26−45 | 29    |
| 14 | «Карпати»     | 30 | 7  | 6 | 17 | 37−52 | 27    |
| 15 | «Говерла»     | 30 | 5  | 7 | 18 | 29−57 | 22    |
| 16 | «Металург» З  | 30 | 1  | 8 | 21 | 12−64 | 11    |

а З «Таврії» знято 3 очки згідно з рішенням КДК ФФУ від 4 квітня 2013 року за невиконання умов затвердженої рішенням КДК ФФУ мирової угоди від 19 грудня 2012 року з агентом футболістів Вадимом Шаблієм.
«Кривбас» не отримав атестата на наступний сезон, тому залишає Прем'єр-лігу.
«Металург» З залишився у Прем'єр-лізі згідно з рішенням Виконкому ФФУ від 18 червня 2013 року.
Позначення:

## Тренерський штаб
| Головний тренер  | Роман Григорчук   |
| Тренер           | Михайло Савка     |
| Тренер           | Степан Матвіїв    |
| Тренер           | Андрій Телесненко |
| Тренер           | Валерій Поркуян   |
| Тренер воротарів | Андрій Глущенко   |